# Sede titolare di Anglona
Anglona, Pandosia (in latino: Anglonensis) è una sede titolare della Chiesa cattolica.

## Storia
Secondo la tradizione, non confermata storicamente, la città di Anglona sarebbe diventata sede di cattedra vescovile di rito latino prima della città di Tursi e si attribuirebbe l'istituzione del vescovado a san Pietro o a san Marco, come riporta lo storico Antonio Nigro.
Nel 968 è menzionata per la prima volta la sede vescovile di Tursi, documentata fino alla fine dell'XI secolo, quando la cattedra venne trasferita nella chiesa di Santa Maria Regina di Anglona, a pochi chilometri dall'antica città episcopale. Nel 1544 la sede episcopale venne nuovamente trasferita a Tursi da papa Paolo III, che decretò anche il nuovo nome della diocesi in "diocesi di Anglona-Tursi".
L'8 settembre 1976, con il decreto Ex historicis della Congregazione per i vescovi, la diocesi ha assunto la nuova denominazione di diocesi di Tursi-Lagonegro; contestualmente Anglona è stata inserita nell'elenco delle sedi vescovili titolari della Chiesa cattolica. Dal 4 dicembre 2001 l'arcivescovo, titolo personale, titolare è Giuseppe Pinto, già nunzio apostolico.

## Cronotassi dei vescovi titolari
- Andrea Cordero Lanza di Montezemolo † (5 aprile 1977 - 13 aprile 1991 nominato arcivescovo, titolo personale, titolare di Tuscania)
- Carles Soler Perdigó † (16 luglio 1991 - 30 ottobre 2001 nominato vescovo di Gerona)
- Giuseppe Pinto, dal 4 dicembre 2001